# جاش گریفیتس (بازیکن فوتبال)
جاش گریفیتس (انگلیسی: Josh Griffiths؛ زادهٔ ۵ سپتامبر ۲۰۰۱) بازیکن فوتبال اهل بریتانیا است.
وی همچنین در تیم ملی فوتبال زیر ۱۸ سال انگلستان بازی کرده‌است.